# 라이온코리아
라이온코리아(영어: Lion Korea, 일본어: ライオンコリア株式会社)는 2004년에 설립한 대한민국의 생활용품업체이며 일본 라이온의 자회사이다.

## 개요
원래는 CJ그룹이었지만 2004년 CJ의 생활용품 부문을 분사해 480억원을 출자해 CJ라이온을 설립한 뒤 지분 81%를 일본 생활용품업체인 라이온에 매각했다 (매각액 388억원).
이후 라이온이 99%, CJ가 1%의 지분을 보유하고 있다가 2017년 12월 CJ가 보유한 나머지 지분을 라이온에 매각하면서 일본 라이온의 완전 자회사가 됐다. 동시에 기업명을 라이온코리아로 변경했다.
1997년부터 일본에서 판매되고 있는 핸드워시 '키레이키레이(キレイキレイ)'는 한국에서는 '아이! 깨끗해'라는 이름으로 출시되고 있다.

## 연혁
- 1990년 LION社(日) 기술제휴 계약 체결
- 1990년 기술도입 정부 승인(상공부)
- 1991년 대한민국 제일제당와 일본 라이온과 합작한 제일제당생활사업부로 출범하였다.
- 2004년 대한민국 CJ그룹의 생활 용품 부문을 양도해, 대한민국에는 상호를 CJ라이온으로 한다.
- 2018년 대한민국 CJ그룹과 결별 CJ라이온을 현재 상호인 라이온코리아로 변경하였다.

## 제품

### 생활용품
- 비트
- 참그린
- 이코노
- 시스테마
- 닥터세닥
- 식물나라
- 라이스데이
- 아이!깨끗해
- 작트
- 담아
- 페어아크네
- 하이지아
- 앤써웨이
- 휴족시간
- 온감테라피
- 히에피타
- 냉감테라피

### 헬스케어
- 아이미루 (판매원 : ㈜유한양행)
- 버퍼린
- 페어아크네
- 락토페린

### 뷰티케어
- 로우퀘스트